# 奥尔热吕斯
奥尔热吕斯（法語：Orgerus，法語發音：[ɔʁʒəʁys]）是法国伊夫林省的一个市镇，属于芒特拉若利区。

## 地理
奥尔热吕斯（48°50'21"N, 1°42'2"E）面积14.34 平方千米，位于法国法蘭西島大區伊夫林省，该省份为法国北部内陆省份，北起瓦兹河谷省，西接厄尔省，西南接厄尔-卢瓦省，东南接埃松省，东临上塞纳省。
与奥尔热吕斯接壤的市镇（或旧市镇、城区）包括：巴赞维尔、贝乌斯特、弗莱克桑维尔、普吕奈勒唐普勒、圣马丹德尚、塔夸尼耶尔。
奥尔热吕斯的时区为UTC+01:00、UTC+02:00（夏令时）。

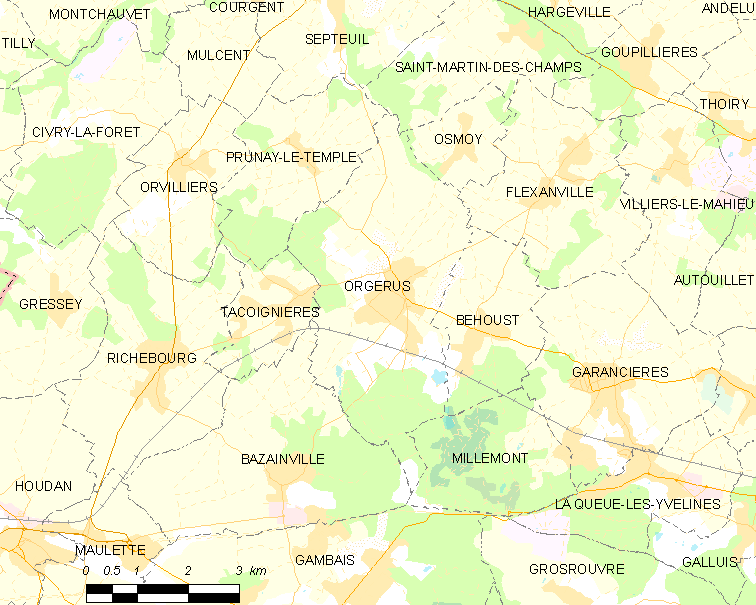
奥尔热吕斯的OSM定位图

## 行政
奥尔热吕斯的邮政编码为78910，INSEE市镇编码为78465。

## 政治
奥尔热吕斯所属的省级选区为塞纳河畔博尼耶尔县。

## 人口

1962-2008年间奥尔热吕斯人口变化图示

奥尔热吕斯于2022年1月1日时的人口数量为2484人。